# Park Narodowy Uluru-Kata Tjuta
Park Narodowy Uluru–Kata Tjuta (Uluru-Kata Tjuta National Park) – park narodowy utworzony w roku 1958, położony na obszarze Terytorium Północnego w Australii. 
W 1987 roku wpisany na listę światowego dziedzictwa UNESCO. 

## Galeria

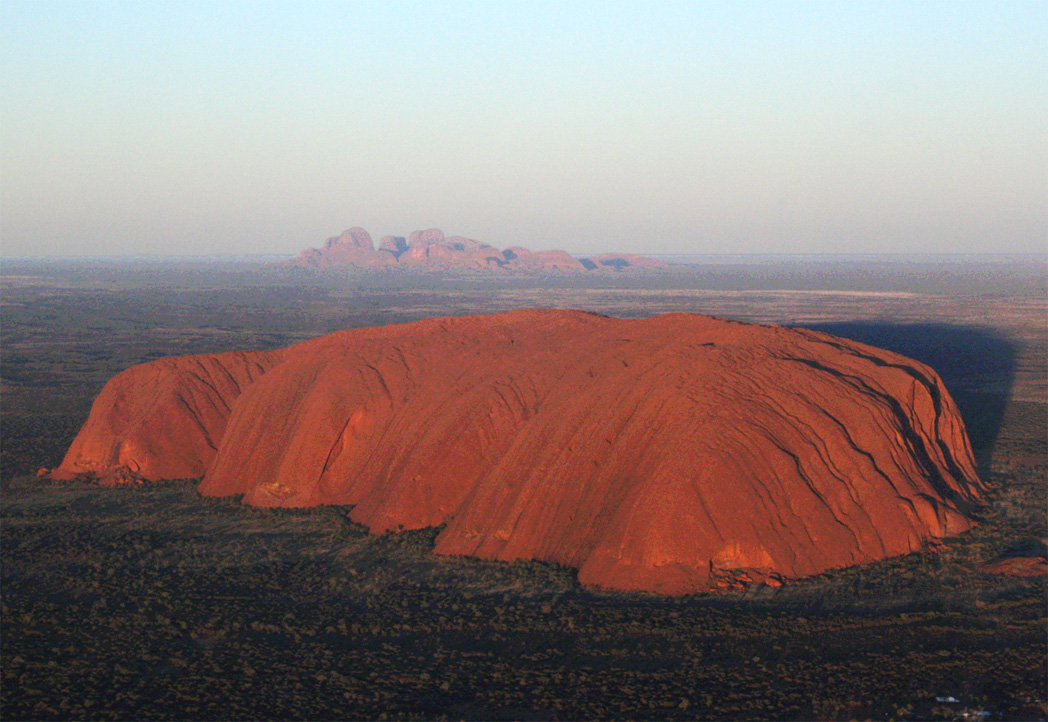
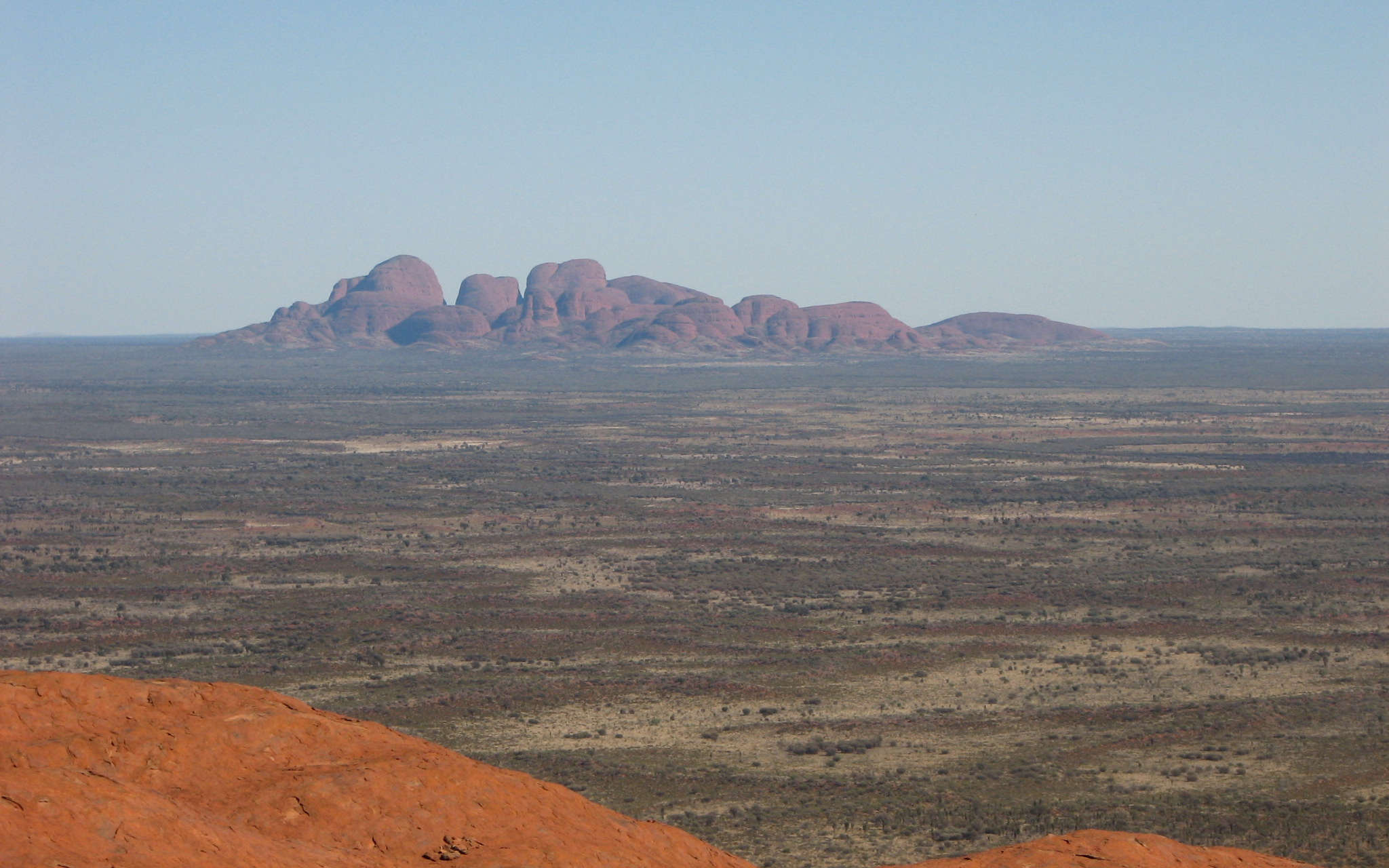
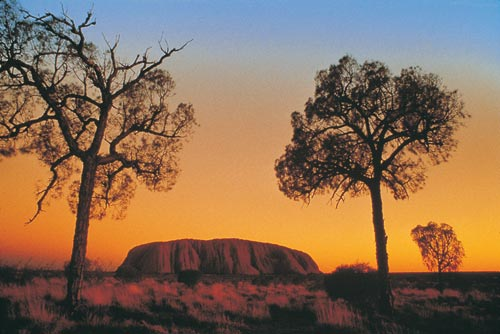